# Penrosada reducta
Penrosada reducta är en fjärilsart som beskrevs av Brown 1944. Penrosada reducta ingår i släktet Penrosada och familjen praktfjärilar. Inga underarter finns listade i Catalogue of Life.